# Norton 360
Norton 360 — пакет безопасности, разработанный компанией Symantec. Пакет включает в себя файрвол, защиту от фишинга, антивирус, менеджер паролей. Также в пакет входит набор утилит по резервному копированию системы и по её настройке и оптимизации (чистка временных файлов, дефрагментация). Norton 360 выпускается для 32-битной Windows XP и для 32- и 64-битной Windows Vista. В версиях 3.5.2.** и выше появилась полная поддержка Windows 7.

## История версий

### Версия 1.0
Первая версия была выпущена 26 февраля 2007 года. Это был первый продукт Symantec использовавший SONAR для обнаружения вирусов. Программа следила за приложениями и принимала необходимые меры. Norton 360 позволял пользователю очистить временные файлы и историю браузера. Также программа предоставляла пользователям возможность резервного копирования на сервер в интернете, на жесткий диск, на CD и на DVD. Системные требования программы для Windows XP составляли 300 МГц процессора, 256 мегабайт оперативной памяти и 300 Мб на жестком диске. Для Windows Vista — процессор на 800 МГц, 512 Мб ОЗУ и 300 Мб дискового пространства.
Norton 360 требовал меньше системных ресурсов чем Norton Internet Security 2007 и обладал защитой от фишинга. CNET отметил отсутствие защиты от фишинга для всех браузеров, кроме IE. Также было отмечено отсутствие беспроводных сетевых инструментов, таких как уведомление пользователей, когда кто-то незваный присоединяется к сети при помощи шифрования беспроводных сигналов. PC Magazine критиковали фильтрацию спама в версии 1.0: они установили, что Norton 360 заблокировал только половину от спам-почты и по ошибке заблокировал 5 % обычной почты.

### Версия 2.0
Версия 2.0 была выпущена 3 марта 2008. В новой версии резервное копирование можно было осуществлять также на Blu-Ray и HD DVD-диски. При резервном копировании в Интернет пользователь мог осуществлять контроль трафика который использует программа. Была добавлена защита от фишинга для браузера Firefox. Добавилось приложение Norton Idnetity Safe сохраняющее параметры входа на сайт. Системные требования остались такими же ка у версии 1.0. PC Magazine назвал спам фильтр слабым: он заблокировал 25 % нормальной почты. CNET сообщил о возникновении проблем при установке программы на некоторые машины.

### Версия 3.0
Версия 3.0 была выпущена 4 марта 2009 года. Эта версия использует тот же код что и Norton Internet Security 2009. Для более ранних версий в Symantec писался отдельный код.
В версии 3.0 появился Norton Safe Web, предлагавшийся ранее как отдельная услуга. Safe Web интегрируется в IE и Firefox и запрещает доступ к вредоносным и мошенническим сайтам.(Примечание)-«Также safe web стал интегрироваться и в браузер Google Chrome, но это уже в более поздних версиях программы Нортон-360.Например в версии Нортон-360 6.0.Версия Нортон-360 6.0-это последняя версия, которая вышла уже в 2012 году. В данной статье сказано только о более ранних версиях антивирусной программы Нортон-360.Последняя версия Нортон-360 6.0 от 2012 года значительно улучшена и доработана корпорацией symantec»… Эта панель также включала в себя поиск от ask.com. Панель инструментов от ask.com имеет отдельный код который был признан некоторыми антивирусами программой шпионом. Из-за критики компании SYMANTEC сообщил что не будет использовать панель ask.com в будущих версиях программы.
В третьей версии программы появилась возможность резервного копирования на флеш-диск. Файл, хранящийся на флеш-диске, может быть скопирован на другой компьютер без использования Norton 360. Norton 360 не сохраняет предыдущие версии файлов и пропускает открытые файлы. Также, в этой версии появился менеджер запуска приложений, что позволяет пользователю контролировать приложения у него на компьютере и оценить воздействие программы на момент запуска.
PC Magazine назвал спам-фильтр слабым: он принял половину обычной почты за спам.

### Версия 4.0
Версия 4.0 была выпущена 17 февраля 2010 года. В этой версии добавлено много новых функций безопасности, имеющихся в Norton Internet Security 2010. Версия 4 также имеет изменения в графическом интерфейсе. Яркие цвета теперь соответствуют золотому и черному солнечным лучам Norton Internet Security. Широко критикуемый антиспам был заменен гораздо более эффективным Brightmail, который, согласно Symantec, дает на 20% лучшие результаты и не требует обучения.

### Версия 5.0
Версия 5.0 была выпущена в феврале 2011 года и предлагает улучшенную производительность и обнаружение вирусов. Она также предоставляет обновленные версии SONAR (версия 3) и System Insight. Insight теперь не только поддерживает только браузеры Internet Explorer и Firefox, но также поддерживает следующие клиенты: QQ (Chat), MSN Messenger (Чат), Limewire (P2P), MSN Explorer (браузер, E-mail & Chat), Opera ( Браузер), Outlook (E-mail), Thunderbird (E-mail), Windows Mail (E-mail), Chrome (браузер), BitTorrent (P2P), AOL (браузер), Yahoo Messenger (Chat), Safari (браузер), FileZilla (File Manager), Outlook Express (E-mail).
Он имеет новый и расширенный интерфейс с более реалистичными значками и анимацией, а также включает в себя Norton Widgets — платформу, которая интегрирует другие онлайн-сервисы Symantec непосредственно в интерфейсе UI. Также новинкой для этой версии является репутационное сканирование, которое дает пользователю четкое понимание загруженных приложений и файлов и Safeweb для Facebook, которые сканируют ссылки на стену, чтобы проверить их безопасность. Ссылки на инструменты восстановления Norton были добавлены в интерфейсе сканера и в папке меню «Пуск». Функциональность резервного копирования и восстановления также улучшилась. 

### Версия 6.0
Featured Metered Broadband легко вспоминает логины и другую личную информацию, после того как сработала защита от онлайн-кражи личных данных.